# Кто первый? (мультфильм, 1950)
«Кто первый?» — советский рисованный мультфильм, созданный в 1950 году режиссёрами-мультипликаторами Борисом Дёжкиным и Геннадием Филипповым.
Особенность мультфильма в том, что он озвучен одним человеком — известным спортивным комментатором Вадимом Синявским, так как мультфильм рассказывает именно о спортивном соревновании.

## Сюжет
Мультфильм в комичной форме показывает спортивную борьбу в велосипедной гонке между лесными зверятами: братьями Топтыгиными, Зайчиком и Лисёнком.
После долгой, изнурительной борьбы, лидерство занимал Зайчик, однако, преждевременно пресытившись победой, позорно проигрывает состязание: оторвавшись от противников Зайчик решает отдохнуть лёжа под деревом, потом купается (прямо в велосипедной форме — футболке и шортах), забывает контролировать время и теряет первенство в гонке. В конце мультфильма Зайчик отдаёт пойманный букет цветов победителю, Топтыгину-старшему.
Весь мультфильм сопровождается спортивными комментариями Ёжика (В. Синявский), рисованная внешность которого показана в начале и в конце мультфильма.

## Съёмочная группа
- режиссёры: Борис Дёжкин, Геннадий Филиппов
- художники-постановщики: Константин Зотов, Евгений Мигунов
- сценарий: Климентий Минц
- стихи: Михаила Вольпина
- композитор: Юрий Левитин
- оператор: Елена Петрова
- звукооператор: Борис Фильчиков
- ассистент режиссёра: Елена Новосельская
- художники-мультипликаторы: Владимир Арбеков, Роман Качанов, Владимир Данилевич, Фаина Епифанова, Михаил Ботов, Лев Позднеев, Борис Чани
- художники-декораторы: Дмитрий Анпилов, Галина Невзорова
- радиокомментатор: Вадим Синявский

## Отзывы
Первой заметной удачей Бориса Дёжкина стал фильм «Тихая поляна» (1946) — о футбольном матче между медведями и зайцами. Через два года он экранизировал горскую сказку «Слон и муравей», ещё через два — сделал фильм-репортаж о лесных велосипедных гонках «Кто первый?», а в 1951 году вышла северная сказка «Сердце храбреца». Все эти ленты Дёжкин поставил с режиссёром Геннадием Филипповым. В перерывах между постановками Борис Дёжкин продолжал делать мультипликат для студийных мэтров.

Сергей Капков: статья о Борисе Дёжкине.
Синхронность и мастерство динамических сцен в его фильмах были предметом зависти других режиссёров. Дёжкин стал предметом их вожделений. Его участие гарантировало успех. Все «ударные», динамические и танцевальные сцены предназначались ему и его напарнику — «Генюсе» Филиппову, самородку, обаятельно и кругленько рисовавшему под его руку. 
Евгений Мигунов: статья о Борисе Дёжкине.
«Наши мультфильмы» Интеррос 2006, ISBN 5-91105-007-2.